# Monumento a Jacinto Benavente
El Monumento a Jacinto Benavente es un monumento ubicado en la ciudad de Madrid, obra del escultor Victorio Macho y que recuerda al dramaturgo Jacinto Benavente. Se encuentra en el parque del Retiro.

## Descripción
Obra de Victorio Macho, fue inaugurado el 24 de abril de 1962 y ubicado en los jardines del Parque del Retiro, frente al Parterre, fue una iniciativa de Juan Ignacio Luca de Tena, II marqués de Luca de Tena, José López Rubio y Víctor Ruiz Iriarte, el director gerente de la Sociedad General de Autores. Gracias a campañas en la prensa, como ABC y La Vanguardia, se recaudó un millón de pesetas por suscripción popular, incluyendo la subasta de una obra de Juan Gyenes, He aquí el tinglado de la antigua farsa, expuesta en aquel entonces en una exposición en el Palacio de Bibliotecas y Museos.
Fue la tercera obra de Macho en instalarse en el parque, tras El Monumento a Galdós, de 1918, y el Monumento a Santiago Ramón y Cajal, de 1926.
Tras la apertura de la suscripción popular, en febrero de 1961, la Junta Nacional Pro Monumento a Don Jacinto Benavente, presidida por el ministro de Educación Nacional Jesús Rubio, aprueba el proyecto presentado por Macho y se compromete a «entrar en relación con el Ayuntamiento de Madrid, a fin de concretar el sitio de la ciudad en que, en definitiva, será colocado el monumento».
En sus Memorias (1972), el propio Macho describe la obra:
En el monumento dedicado a Benavente he prescindido de la representación corpórea del gran comediógrafo, ya que lo que me interesa más era su espíritu. Por eso aparece en el frente del pedestal granítico el agudo perfil de la sensible cabeza de aquel ser genial rodeada de una broncínea corona de laurel.
Al acto de inauguración asistieron, entre otras personalidades, el actor Manuel Dicenta, José María Pemán, Luis Fernández Ardavín, presidente de la Sociedad General de Autores, y el alcalde de Madrid, José Finat y Escrivá de Romaní, además del propio escultor.